# Kyōtango
Kyōtango (jap. 京丹後市 Kyōtango-shi) – miasto w Japonii, na wyspie Honsiu, w prefekturze Kioto, nad Morzem Japońskim.

## Położenie
Miasto leży w północnej części prefektury Kioto. Sąsiaduje z miastami: 
- Miyazu
- Toyo’oka

## Historia
Miasto powstało 1 kwietnia 2004 roku.